# Hậu Pomerania

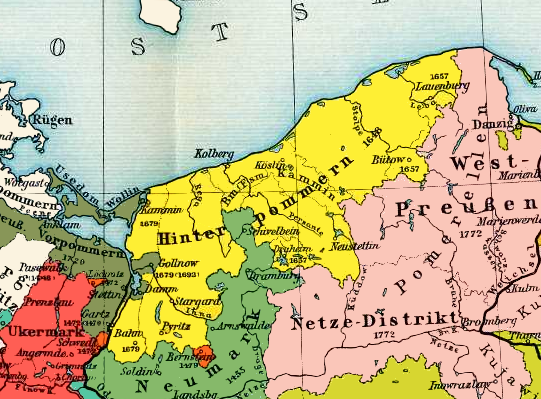
Farther Pomerania năm 1800 ("Hinterpommern", màu vàng).

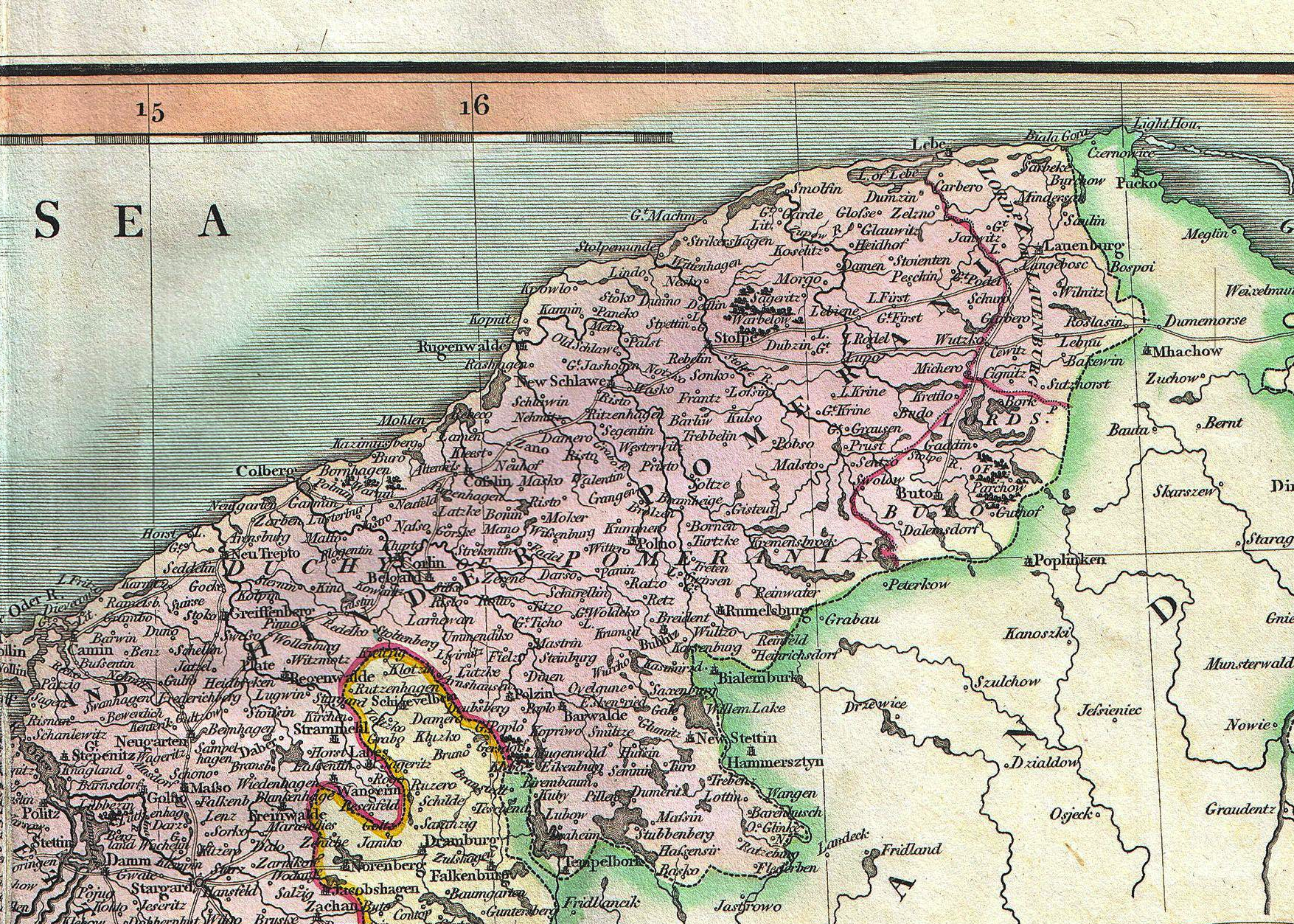
Bản đồ Farther Pomerania năm 1801, trên Lauenburg và Bütow Lands (được xác định là Lordship of Lauenburg và Lordship of Buto, tương ứng, biên giới phía tây được đánh dấu màu đỏ).

Hậu Pomerania (tiếng Ba Lan: Pomorze Tylne, tiếng Đức: Hinterpommern hoặc Đông Pomerania (tiếng Đức: Ostpommern), là một phần của vùng Pomerania, bao gồm phần phía đông của Công quốc và tỉnh Pomerania sau này. Nó trải dài khoảng từ sông Oder ở phía Tây đến Pomerelia ở phía Đông. Từ năm 1945, Hậu Pomerania là một phần của Ba Lan; phần lớn Hậu Pomerania trước đây nằm trong tỉnh Zachodniopomorskie, trong khi phần cực đông của nó nằm trong tỉnh Pomorskie. Thuật ngữ Ba Lan Pomorze Zachodnie ("Tây Pomerania"), theo cách sử dụng tiếng Ba Lan hiện đại, là một từ đồng nghĩa với tỉnh Zachodniopomorskie; trong cách sử dụng lịch sử của Ba Lan, nó được áp dụng cho tất cả các khu vực phía tây Pomerelia (tức là toàn bộ Pomerania hẹp).

## Thuật ngữ
Tiền tố tiếng Đức Hinter- biểu thị một vị trí cách xa người nói hơn và tương đương với "Farther " trong tiếng Anh và ulterior / Trans- trong tiếng Latin (với các từ trái nghĩa tương ứng trong tiếng Đức, tiếng Anh và tiếng Latin lần lượt là Vor-, " Hither " và Citerior / Cis-,).

## Thị trấn
Các thị trấn lớn của Hậu Pomerania bao gồm:
- Bytów (Bütow)
- Darłowo (Rügenwalde)
- Kołobrzeg (Kolberg)
- Koszalin (Köslin)
- Lębork (Lauenburg ở Pommern)
- Słupsk (Stolp ở Pommern)
- Stargard Szczeciński (Stargard ở Pommern)
- Szczecinek (Neustettin)
- Tuczno Tütz, một cựu giám mục

## Ngôn ngữ và phương ngữ lịch sử
- chủ yếu là tiếng Đức, biến thể Ostpommersch của Tiếng Hạ Đức
- ở vùng nông thôn cực đông Kashubia
- Phương ngữ Slovincian ở khu vực nông thôn của Leba (Łeba) và Lauenburg (Lębork), được Đức hóa khoảng năm 1850.

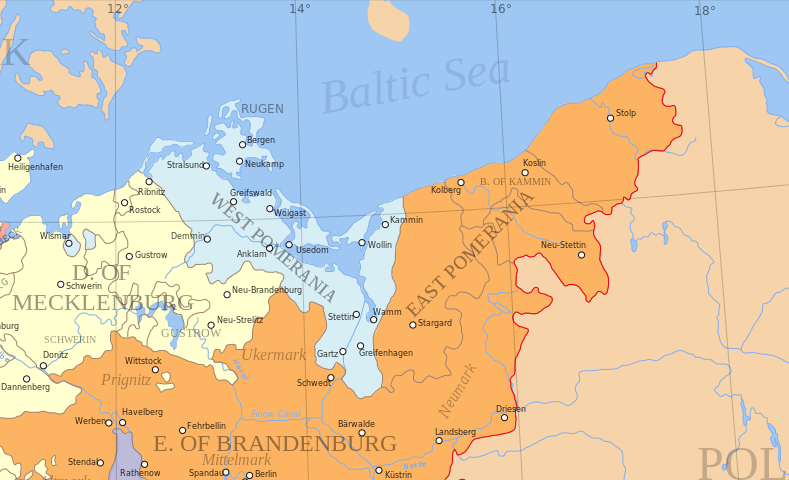
Công quốc Pomerania (giữa) trước đây, phân vùng giữa Đế quốc Thụy Điển và Brandenburg sau Hiệp ước Stettin (1653). Swedish Pomerania (Tây Pomerania) được thể hiện bằng màu xanh lam, Brandenburgian Farther Pomerania (Đông Pomerania) được thể hiện bằng màu cam.